# Valleseco
Valleseco es una localidad y municipio español perteneciente a la isla de Gran Canaria, en la provincia de Las Palmas, comunidad autónoma de Canarias.

## Toponimia
Algunos investigadores apuntan que el nombre del municipio se debe, fundamentalmente, al estar los valles que lo flanquean mucho más favorecidos por la presencia del agua, lo que se aprecia en el barranco de la Virgen y Madrelagua.

## Geografía
Está situado en el noroeste de la isla de Gran Canaria, en las medianías, colindando con los municipios de Firgas al norte, Moya y Artenara al oeste, Tejeda y Vega de San Mateo al sur y por último con Teror al este.
Se localiza a 28 kilómetros de la capital insular, estando su cabecera municipal a 1000 m s. n. m., siendo la tercera capital municipal más alta de la isla. La altitud máxima la alcanza en la montaña de los Moriscos, a 1769,07 m s. n. m., estando su cota mínima en el cauce del barranco de la Virgen a 524 m s. n. m. Con una superficie de 22,11 km2, Valleseco es el segundo municipio menos extenso de la isla.

### Clima
El municipio cuenta con un clima semiárido templado-frío, de acuerdo con la clasificación de Köppen. La temperatura media anual es de 15,9 °C, siendo el mes más caluroso julio, con 26 °C, y el más frío enero, con 12,1 °C.
Posee un promedio de precipitaciones de 326 mm al año, siendo el mes más seco julio, con 1 mm, y los más lluviosos noviembre, diciembre y enero.

### Naturaleza
Entre los vertebrados destacan las aves, los reptiles y las musarañas. Las aves más comunes son el mirlo, el pinzón vulgar, la alpispa, el herrerillo, el petirrojo, el mosquitero común, el vencejo y la abubilla dentro de las más pequeñas, y de las más grandes tenemos el búho chico, el ratonero común o aguililla, el cuervo, el cernícalo y la lechuza; y el pico picapinos, que habita en el pinar. Entre los reptiles, podemos encontrar el Gallotia Stehlini, lagarto endémico de Gran Canaria.

### Zonas protegidas
El municipio posee casi toda su superficie protegida dentro de la Red Canaria de Espacios Naturales Protegidos. Comparte con los municipios limítrofes el parque rural de Doramas y el paisaje protegido de Las Cumbres, poseyendo además una pequeña parte tanto del monumento natural del Montañón Negro, de la reserva natural integral de Barranco Oscuro, y el parque rural del Nublo
Parte de estos espacios está también incluida en la Red Natura 2000 como Zonas Especiales de Conservación —ZEC—.

### Comunicaciones
Carreteras
- GC-30, comunica el municipio con Arucas y Firgas pasando por el barrio de El Zumacal
- GC-21, comunica el municipio con Teror, Las Palmas de Gran Canaria y Artenara
- GC-230, comunica el municipio con Vega de San Mateo y Tejeda.
- GC-305, comunica el casco urbano con Firgas pasando por Valsendero.
- GC-307, comunica el municipio y a Firgas con los barrios de El Zumacal, El Caserón, Monagas, Troyanas y Carpinteras.
- GC-214, comunica el municipio con Madrelagua y a dicho barrio con San Isidro (barrio de Teror), Vega de San Mateo y Teror

Autobús
Para llegar al municipio en autobús se dispone de las siguientes opciones:
- Línea 218, va desde Teror hasta Valsendero, Tiene paradas en el núcleo de La Laguna, el mirador de Zamora, el casco, la gasolinera de Valleseco, el barrio de Lanzarote y Valsendero.
- Línea 222, empieza en Arucas y termina en el Barrio de Lanzarote, dispone de las mismas paradas que la anterior excepto Valsendero.
- Línea 251, empieza en Arucas y termina en el barrio de El Caserón, pasando por Firgas y el Zumacal.

## Historia
Valleseco comienza sus primeros pasos con el reparto de aguas para los regadíos, dado que anteriormente era un pago de Teror. Cuando se realizó el reparto de las tierras y aguas pertenecientes a Valleseco en el siglo XIX, se beneficiaron los propietarios foráneos, que no eran residentes del municipio. Estos propietarios conocidos como los medianeros se encargaban de trabajar las tierras, algunos se llegaron a establecer en esas tierras a cambio de labrarlas y obtenían la mitad de la cosecha «como un alquiler pagado en especies con el 50 % del fruto de la tierra». Estos labradores fueron los primeros habitantes del municipio de Valleseco que comenzaron a escribir su reciente historia. No olvidemos que en la antigüedad también poblaban esas tierras algunos aborígenes.
En 1842 comienza su andadura con su ayuntamiento propio, siendo por tanto el más joven de los municipios grancanarios. Pero ya entonces poseía una ermita, fruto del empeño de sus feligreses, que antes de su construcción debían caminar largas distancias para asistir a los oficios religiosos en Teror. La gran extensión del pueblo y las dificultades que esto entrañaba para las comunicaciones hizo aconsejable la separación como parroquia y municipio independiente. Eran tiempos difíciles en los que la subsistencia dependía de la bondad de la tierra. La agricultura y la cría de unos cuantos animales proporcionaban el alimento de la familia. Una vida llena de penurias, en la que la supervivencia requería una gran dosis de esfuerzo e ingenio y que obligó a muchos a irse de su tierra en busca de mejores horizontes, sobre todo, en Cuba y posteriormente en Venezuela.
Pese a ser el municipio más joven de Gran Canaria y segundo del archipiélago, desde el siglo XVI aparece referenciado en los documentos en relación con el reparto de sus fértiles tierras. Estas datas se sucedieron en el tiempo y, así, una de las más relevantes se concedieron en el siglo XVIII, favoreciendo a la mayordomía de Teror en la época de Carlos III (1767). En otros casos, fueron beneficiadas algunas familias, como sucede con la familia Troya, de los que hereda el nombre el barrio municipal de Troyanas.
También es conocido el Mayorazgo de Valleseco, que perteneció a Pablo Romero Palomino (sobrino de la poetisa Agustina Romero, más conocida como La Perejila). Romero Palomino poseía un gran cortijo que se llamó Melero, denominación por la que aún se conoce el paraje homónimo. A este personaje singular se le ha dedicado una calle en el casco urbano del municipio.
Como sucede en tantos lugares de Canarias, muchos de sus vecinos tuvieron que emigrar a América en momentos muy difíciles para las islas. Algunos de los isleños llegaron a alcanzar altas cotas de poder en el plano económico y político de las sociedades indianas. Un ejemplo paradigmático e interesante lo constituye la familia Monagas de cual recibe el nombre el barrio de Monagas, cuyos descendientes, procedentes del municipio, llegaron a la mismísima presidencia de la república de Venezuela, dando, incluso, nombre a un estado, situado al NE de República y cuya capital es Maturín.
El motivo religioso encuentra argumentos más sólidos en el crecimiento y desarrollo de la población, por lo que se solicita, para su atención espiritual, la construcción de la Ermita de San Vicente Ferrer, en 1746. Las obras finalizaron seis años después y con esta fábrica se pretendía aliviar a los vecinos del penoso esfuerzo de desplazarse a Teror para cumplir con sus deberes religiosos. La indolencia que mostraban muchos sacerdotes de la parroquia de Nuestra Señora del Pino, a la hora de desplazarse a Valleseco para cumplir con su cometido, es el motivo por el cual la población de Valleseco decide contratar a un religioso para que preste sus servicios a la ferviente feligresía.
Esta ermita eligió la advocación de un santo dominico, lo que justifica que esta devoción fuera difundida por los frailes dominicos, que se llevaron la imagen entronizada, desde Teror. Tras casi un siglo, en 1843, se consigue la independencia parroquial, con el primer presbítero, Francisco Bernardo Guerra. Más adelante, en 1887, por el deterioro y poca capacidad de la vieja ermita, se decide construir la actual iglesia.
La causa política y natural parecen tener cierta relación, puesto que los motivos esgrimidos por Bartolomé Sarmiento y sus acólitos, quienes llevan esta iniciativa a la Diputación provincial, se basan en la difícil gestión y administración de un territorio tan vasto, como era en aquel entonces la jurisdicción de Teror. Las gestiones para conseguirla se inician en 1839, contando ese mismo año con el consentimiento del alcalde de Teror, pero las disputas acerca de las líneas fronterizas dificultaban la resolución, continuando los problemas después de la separación. La zona de conflicto fue Madrelagua y Las Rosadas decidiéndose finalmente, de forma salomónica, dejar esta última para Teror y la primera para Valleseco.
De este modo, Bartolomé Sarmiento de Cárdenes accede a la alcaldía del recién estrenado ayuntamiento, quedando reconocido su esfuerzo en la emancipación municipal, que se consigue en 1842, aunque es concedida de modo oficial un año después, con la aprobación del Gobierno Central.
En la actualidad, y tal como ha sucedido a lo largo de su historia, el municipio de Valleseco es un territorio con una fuerte vocación agrícola. La existencia de un fértil territorio, generado a partir de las coladas emitidas por el volcán de Calderetas, que rellenaron el fondo del barranco donde se encuentran los núcleos de Lanzarote y Valleseco, junto con el aspecto climático, propicia la posibilidad de una producción basada, fundamentalmente, en las papas, el millo y todo tipo de frutales. La fruta más destacada es la manzana, producida con dos variedades principales: la reineta del Canadá y la manzana francesa, con las cuales se produce sidra de gran calidad y premiada en certámenes internacionales.

## Símbolos

### Bandera
La bandera de Valleseco se divide diagonalmente en dos mitades desde el ángulo superior izquierdo al inferior derecho, la mitad superior verde y la inferior de color oro viejo. En el centro, el escudo municipal.
Simboliza la especial configuración de Valleseco como municipio situado en el tránsito de las zonas de medianías y cumbres de Gran Canaria. El verde es el color predominante en los prados, árboles y sementeras de Valleseco durante buena parte del año. La configuración Física de Valleseco, jalonada por tres valles (Madrelagua, Valleseco y de la virgen) y montañas, por lomos y barrancos, hace que en una parte de su superficie (la expuesta al norte) domine la sombra, e1 verde, la umbría. Es el verde del millo que los agricultores de Valleseco sembraban anualmente como ofrenda a su santo patrón y que históricamente ha recibido la denominación de "el macho del millo de San Vicente". El oro viejo es el color dominante durante el verano, cuando maduran las sementeras, en especial trigo, centeno y millo. Es el color que simboliza la recogida y Ofrenda del denominado "macho del millo de San Vicente" y el color que aparece en aquella parte del municipio (la solana) donde el sol da de lleno.

### Escudo heráldico
Valleseco ostenta un escudo cuartelado. Primero, de, un pozo artesiano en su color. Segundo, de plata, un manzano arrancado al natural. Tercero, de plata, templo de San Vicente Ferrer: Cuarto, de, el escudo parroquial. Al timbre, corona real cerrada. Aunque la disposición no lo menciona, el escudo lleva también un escusón de oro con una manzana al natural, una bordura de cargada con un cordón de plata y una cinta de oro con la leyenda 1746 Aqua Labor et Terra 1842.
El pozo artesiano simboliza el esfuerzo y la riqueza que representa la extracción de agua. El manzano es el cultivo más característico del municipio. El templo y el escudo parroquial representan el origen del municipio por segregación de la parroquia, perteneciente a Teror, en 1842, fecha que aparece en  la cinta.

## Monumentos y lugares de interés

### Capital municipal

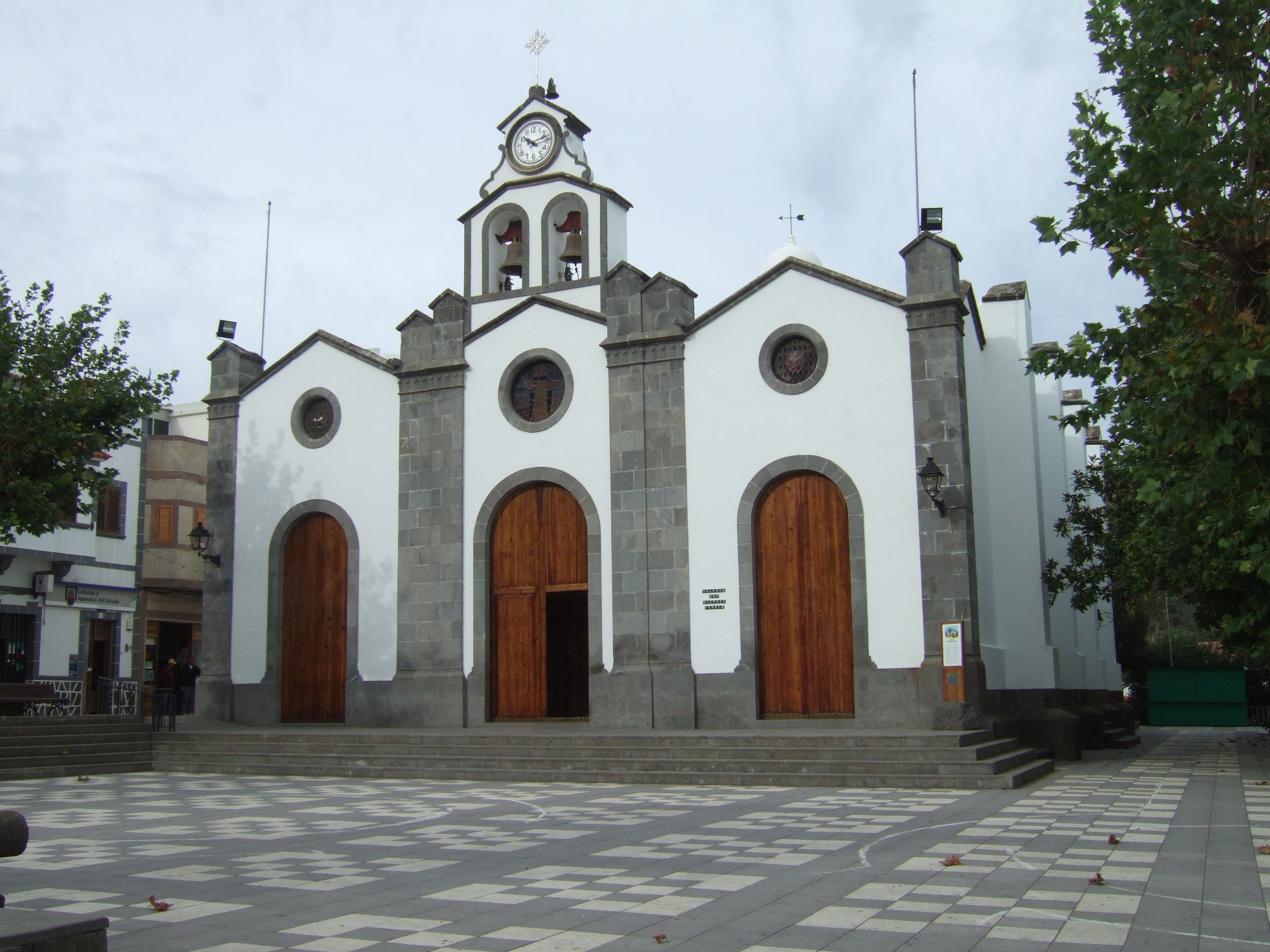
Iglesia de Valleseco

Posiblemente el edificio más conocido de Valleseco se encuentre aquí; el templo de San Vicente Ferrer. De construcción sencilla, es también el edificio más antiguo de Valleseco (1898), destacando el púlpito y el artesonado de su interior, construidos en estilo mudéjar. También hay algunas imágenes de gran valor histórico-artístico que proceden de la antigua capilla que antecedió a esta iglesia, y se venera un relicario que contiene parte de un hueso del brazo del santo. El mayor relicario, sin embargo, es un órgano alemán del siglo XVIII procedente de la iglesia del Pino de Teror y que ha sido recientemente restaurado/
En el molino harinero, construido hace más de 80 años, dos piedras giratorias muelen el grano de maíz y producen gofio (harina de grano tostado).
La oficina de información turística también se encuentra en el corazón del pueblo. Hay una exposición permanente de artesanía con diferentes trabajos, como tejidos, instrumentos musicales, muebles de madera, trajes tradicionales canarios y calados, elaborados por artesanos de la región.

### Barranco de la Virgen
El barranco de la Virgen es uno de los tres principales barrancos que atraviesan el municipio de Valleseco. Flanqueada por altas montañas, es posible escuchar el sonido del silencio.

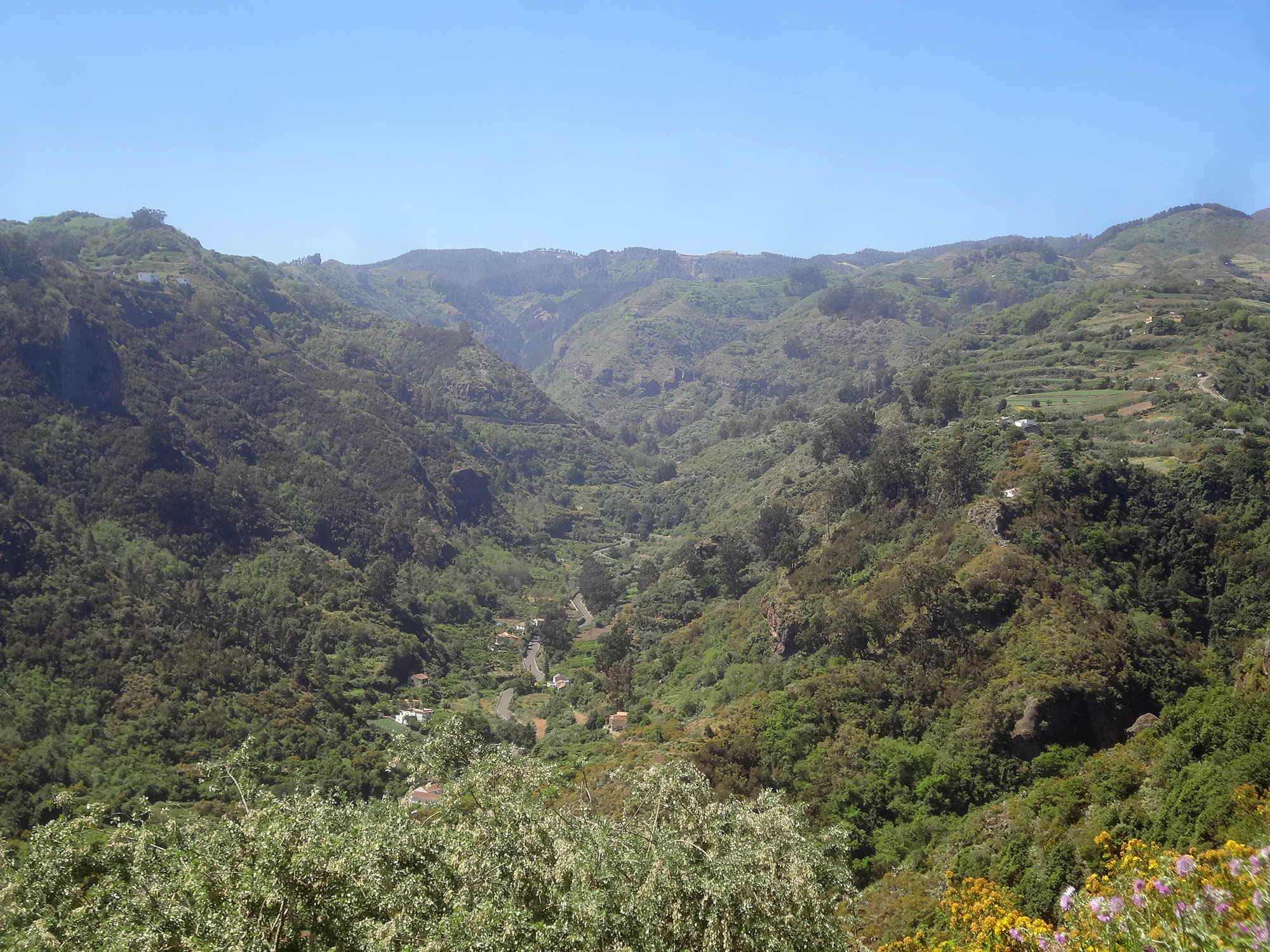
El Barranco de La Virgen

Como parte del Parque rural de Doramas, el barranco de la Virgen da cobijo a un bosque de Laurisilva, que antaño cubría todo el interior de la isla. Uno  de sus afluentes, el Barranco Oscuro, es especialmente notorio y, al haber recibido la categoría de Reserva Natural Total, cuenta con la mayor protección posible dentro de la Red de Parques Naturales de Canarias. Discurre entre altos acantilados que han conservado la flora endémica, que en muchos casos sólo se encuentra en esta zona.
Debido a su abundancia de agua y sus tierras fértiles, pronto se desarrolló en la región una próspera agricultura y se construyeron varios edificios señoriales y fincas de arquitectura tradicional. Estos aún se pueden ver a lo largo del barranco en la actualidad así como las huellas de antiguos molinos que dan testimonio del pasado de la comarca ligado al agua.

### La Laguna
A unos 2,5 km del casco urbano se encuentra La Laguna de Valleseco, a la que se accede desde el cruce entre las carreteras de Teror GC-21 y Firgas GC-30.
El área recreativa de La Laguna, situada en el Parque rural de Doramas, está formada por un cráter volcánico cuyo interior está cubierto por la característica vegetación de laurisilva. Los diferentes árboles que componen este bosque, único en el mundo, se pueden observar paseando por La Laguna. De hecho, es una pequeña laguna a la que se acercan a beber todo tipo de aves, desde los pajaritos como los Canarios y Alpispas, hasta las migratorias como las garzas

### La cumbre
Siguiendo la GC-21 hacia la parte alta del municipio, nos adentramos en el Paisaje protegido de Las Cumbres que es un territorio de importante vegetación para la captación de agua en la isla. En esta zona se localizan muchas especies de plantas de interés botánico, destacando entre otras el pino canario.
Por encima de Lanzarote, la zona de lavado de Gran Canaria hay una reserva natural llamada Cortijo de Calderetas. El acceso se realiza desde la carretera caminando por una pista corta. Sus orígenes históricos se remontan a la época de la conquista de la isla, al igual que el resto de fincas encontradas al continuar la ruta: Cueva Corcho, Crespo, Almaderos, Mesas de Galaz. Cuenta con grandes extensiones de pinares y castaños que han sido reforestados donde antes no había más que baldíos o dehesas. A lo lejos se divisa a veces la ciudad de Las Palmas
El Montañón Negro se levanta en el límite del municipio con Moya . El paisaje agreste y seco revela su origen volcánico reciente. Por sus características geológicas ha sido declarado monumento natural, perteneciendo ahora a la Red Canaria de Parques Naturales

### Cortijo de Calderetas
Dejando atrás la parte más poblada del municipio, a pocos kilómetros del casco, se sitúa el Cortijo de Calderetas, hasta el que se accede caminando desde la carretera por una pista de escasos metros...
Constituye un bello paisaje formado por una amplia caldera volcánica rodeada de castaños, olmos y pinares en cuyo interior se asienta una casa tradicional canaria de finales del siglo XIX con tejado a dos aguas. En rededor una extensa explanada donde se cultivan los productos típicos de la zona: papas, cereales y manzanas, y por uno de sus lados el lavadero de Calderetas con sus típicas losetas para el lavado de la ropa.

### Pico de Osorio
El pico de Osorio es un mirador natural desde el que se puede observar todo el norte insular. En la parte más alta del pico de Osorio limitan los municipios de Valleseco, Firgas y Teror. Por todas sus vertientes hay caminos para subir hasta su cima. En la parte de Valleseco hay un sendero al que se llega entrando hacia La Laguna. Si se continua a la derecha aparece el pico de Osorio.

## Demografía
La población del municipio es de 3741 habitantes (INE 2024).
| Gráfica de evolución demográfica de Valleseco entre 1857 y 2021 |
| |
| Población de derecho según los censos de población del INE Población de hecho según los censos de población del INEEntre el censo de 1857 y el anterior, aparece este municipio porque se segrega del municipio 35027 (Teror) |

## Administración y política

### Gobierno municipal
Desde 2023 el alcalde es José Luis Rodríguez Quintana, del Partido Popular.
| Partido político | Partido político                         | 2007   | 2011   | 2015   | 2019   | 2023   |
| Partido político | Partido político                         | Ediles | Ediles | Ediles | Ediles | Ediles |
|                  | Partido Popular (PP)                     | 6      | 9      | 8      | 8      | 8      |
|                  | Partido Socialista Obrero Español (PSOE) | 5      | 2      | 3      | 3      | 3      |
|                  | Asamblea por Valleseco (ASVALLE)         | 0      | —      | —      | —      | —      |
|                  | Nueva Canarias (NC)                      | —      | 0      | 0      | 0      | 0      |
|                  | Unidos por Gran Canaria (UxGC)           | —      | —      | —      | 0      | 0      |
|                  | Coalición Canaria (CC)                   | —      | —      | —      | 0      | —      |
|                  | Partido Drago Canarias                   | —      | —      | —      | —      | 0      |

### Organización territorial
Administrativamente, el término municipal se divide en los siguientes barrios sus respectivos núcleos:
- Barranco de la Virgen
- Barranquillo
- Carpinteras: Carpinteras Alta y Carpinteras Baja (El Molinete)
- Caserón: Caserón Bajo Caserón Alto y El Fondillo
- Lanzarote: Las Cuevas
- Madrelagua: Los Naranjeros
- Monagas
- Troyanas: Lomo de Troyanas,Troyanas Alta y Troyanas Baja
- Valsendero
- Valleseco (El Recinto)
- Zamora: El Sobradillo
- Zumacal
- El Lomo

## Cultura

### Fiestas
San Vicente Ferrer
Cincuenta días después del lunes de Pascua, se celebra la fiesta en honor de San Vicente Ferrer, patrono del Municipio, durante las mismas hay diferentes actos como actuaciones musicales, fiesta infantil, verbenas, etc.
Fiesta de la Encarnación y de la Manzana
El primer domingo de octubre tiene lugar la fiesta en honor a la Virgen de la Encarnación (copatrona del municipio) y la fiesta de la Manzana que es por excelencia el símbolo de Valleseco. Se celebra una romería ofrenda a la virgen de productos típicos de la tierra.
Fiesta de San Luis Gonzaga
A finales de junio se celebra en Valsendero la fiesta en honor a San Luis Gonzaga, El templo erigido en su honor data de 1925.
Fiesta de Nuestra Señora la Virgen del Carmen
En el barrio del Zumacal se celebran unas fiestas populares en el mes de julio en honor de Nuestra Señora la Virgen del Carmen.
Fiesta a Santa Rita de Casia
La Asociación Vecinal de Madrelagua organiza todos los años unas fiestas estivales en honor a Santa Rita de Casia. Es también la fiesta de los agricultores y agricultoras, contando con un concurso que premia la papa de mayor tamaño.
Fiesta a Santa Rosa de Lima
La asociación vecinal de Lanzarote celebra sus fiestas en honor a Santa Rosa de Lima a finales del mes de agosto, donde ofrecen a los vecinos y vecinas una serie de actividades, talleres y noches amenizadas por verbenas. El día principal comienza con una tradicional feria de ganado en los terrenos habilitados en el paseo de Los Molinas, y se premia a los mejores ejemplares. El broche final de las fiestas lo pondrá la Santa Misa cantada por la Agrupación Virgen del Pino y posterior procesión por el recorrido habitual, terminada la procesión, desfile del ganado premiado en la feria ante la imagen de la Patrona.
Fiesta de la castaña
En el barrio del Caserón se celebra la popular fiesta de la castaña, en los pagos de Caserón, Carpinteras y Troyanas, donde se organiza una noche de música parrandera, donde son típicas las castañas asadas, llegando a consumirse unos150 kilos. Los actos arrancan con la misa de los difuntos y enfermos de estos barrios, posteriormente hay una gran noche parrandera con la participación de diferentes grupos folklóricos y parrandas que continúa durante todo el fin de semana con un amplio programa de actos.

### Gastronomía
En Valleseco existe una gran variedad de gastronomía, basada principalmente en la carne: cerdo, cabra, ternera o conejo, marinados, guisados o en salsa. Las especialidades son: el mojo del cochino (carne de cerdo con salsa típica canaria), cabrito en salsa, cerdo y conejo adobados, estofado de ternera, pierna de cerdo asada. Otros platos conocidos son: la menestra de verduras con jaramagos, recogidos en el campo, donde crecen silvestres; potaje de berros, elaborado con esta hortaliza que crece en lugares destinados a ello; sopa de cilantro, servida con harina de maíz tostada amasada y queso de cabra.

### Deporte
Equipos deportivos
- Club Deportivo de Natación Valleverde: club de natación
- Club Deportivo Valleseco: club de fútbol
- Club Deportivo Nintai de Valleseco: club de artes marciales
- Club Deportivo de Bola Canaria y Petanca Fuente la Rosa: club de bola canaria y petanca
- Club Deportivo Neblina Valleseco trail: club de montañismo
- Club Deportivo Flamer Motorsport: club de automovilismo

## Economía
La actividad económica del municipio se basa en la agricultura, la artesanía, el comercio y la industria alimentaria (carnicería, charcutería).

## Localidades hermanadas
- Teror
- Valleseco (Santa Cruz de Tenerife)